# Friedrich Gauermann
Friedrich August Matthias Gauermann né le 20 septembre 1807 à Scheuchenstein et mort le 7 juillet 1862 à Vienne est un peintre autrichien.

## Biographie
Friedrich Gauermann est le fils du peintre Jakob Gauermann (1773-1843) qui l'initie et reconnaît son talent, tout comme son autre fils Carl (de) (1804-1829). Il étudie à l'Académie des beaux-arts de Vienne de 1822 à 1827 et fait des voyages dans la Styrie, le Tyrol et à Salzbourg. Il continue ensuite les voyages : le Salzkammergut, Dresde, Munich, Venise… En 1838, il épouse Elisabeth Kurtz. Il se fait connaître lors du Vormärz comme d'autres artistes (Johann Nestroy, Ferdinand Raimund) puis, après 1848, se retire de plus en plus à Miesenbach. En 1861, il devient membre de la Künstlerhaus Wien.

## Œuvre

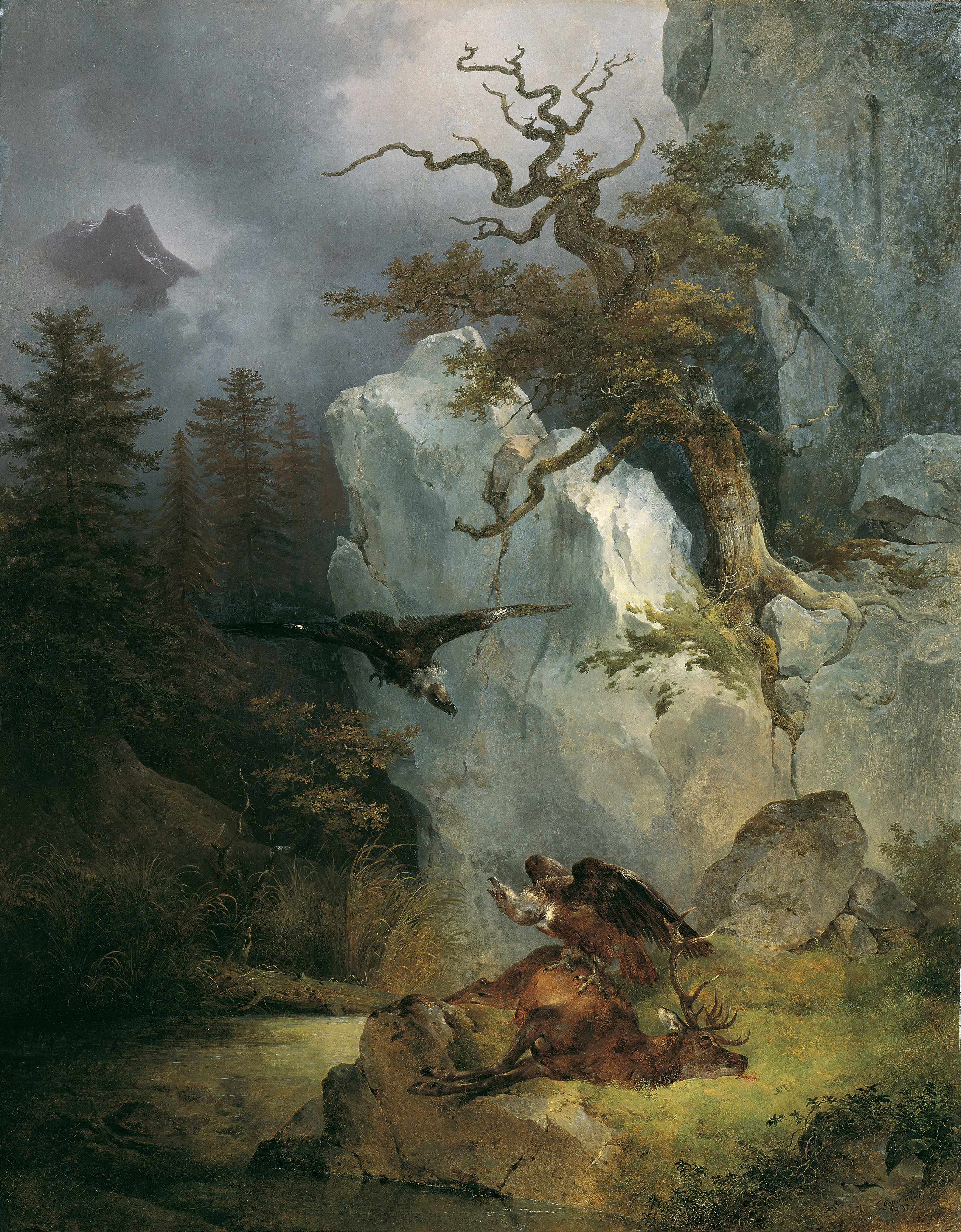
Un vautour sur un cerf mort (1832), musée d'Histoire de l'art de Vienne.

Friedrich Gauermann est connu comme un peintre paysagiste du mouvement Biedermeier. Il refuse le védutisme et s'intéresse au primitif flamand, ce qui donne un style naturaliste. Après une grande exposition en 1830, il commence ses paysages de montagne et de forêt avec des animaux. Jusque dans les années 1840, il reçoit de nombreuses commandes de l'aristocratie viennoise (Metternich, Schwarzenberg, Liechtenstein). Après 1848, les clients sont moins nombreux. Il se laisse influencer par l'école de Munich, tout en restant un héritier du Bierdermeier.
Il a produit 1 185 peintures et 114 dessins.
Il eut une influence entre autres sur Joseph Heicke.